# Prasonicella
Prasonicella is een geslacht van spinnen uit de  familie van de wielwebspinnen (Araneidae).

## Soorten
- Prasonicella cavipalpis Grasshoff, 1971
- Prasonicella marsa Roberts, 1983